# Francisco Arcilla
Francisco Arcilla Aller, né le 14 janvier 1984 à León, est un athlète espagnol, spécialiste de la marche.
Il mesure 1,71 m pour 58 kg et appartient au club de Playas de Castellon. Il est entraîné par son père, Francisco Arcilla.
Sur 10 km, il remporte la médaille de bronze lors des Championnats d'Europe juniors d'athlétisme 2003. Sur 20 km, il remporte le titre lors des Championnats ibéro-américains d'athlétisme 2010. Il remporte la médaille de bronze par équipes lors des Championnats du monde 2016 à Rome en battant son record du 50 km en 3 h 55 min 6 s.